# Slip Inside This House
Slip Inside This House ist ein Song der US-amerikanischen Rockband The 13th Floor Elevators aus dem Jahr 1967, der auf deren zweitem Album, Easter Everywhere, enthalten ist. Mit acht Minuten Spieldauer, ist er der längste Song, den The 13th Floor Elevators auf einem Album veröffentlicht haben. 

## Konzeption
Der Titel zeigt die ideale Zusammenfassung des Schaffensspektrums der Band auf, da er typische Elemente ihres Stils umfasst, wie das E-Jug-Spiel von Songschreiber Tommy Hall, die unerschöpflich sich wiederholenden, verzerrten E-Gitarrenriffs von Stacy Sutherland und den elektrisierten Gesang von Roky Erickson. Im Gegensatz zu ähnlichen Bemühungen anderer Bands aus den Südstaaten, insbesondere San Francisco, erlahmen lyrische und rhythmische Ambitionen innerhalb der Songs der 13th Floor Elevators nie. Das wird in Slip Inside This House besonders deutlich. Stellvertretend kann die Textpassage stehen: "If your limbs begin dissolving; In the water that you tread; All surroundings are evolving; In the stream that clears your head; Find yourself a caravan; Like Noah must have led; And slip inside this house as you pass by."
Der Songtext ist erkennbar psychedelisch eingefärbt, was auf Halls Interesse zurückzuführen ist, sich mit fernöstlichen Religionen und christlicher Mystik auseinanderzusetzen. Von hervorragender Bedeutung sind zudem philosophische Einflüsse aus Osteuropa. Erwähnenswert in diesem Zusammenhang sind der polnische Linguist Alfred Korzybski mit seinen Ausführungen zur „Allgemeinen Semantik“ (nicht zu verwechseln mit dem herkömmlichen Semantik-Begriff), beziehungsweise der griechisch-armenische Esoteriker Georges I. Gurdjieff mit seinem spirituell-enneagrammatischen Werk Vierter Weg.

## Coverversionen
Gecovert wurde der Song von den schottischen Alternative-Rockbands Primal Scream auf deren Album Screamadelica sowie der Dancemusik-Kapelle The Shamen anlässlich ihrer 1992-Promotion Make It Mine. Auch die norwegische Indie-Rock-Band Madrugada beschäftigte sich mit dem Song und ebenso die New Yorker Noise-Rock-Formation Oneida auf ihrem Album Come on Everybody Let’s Rock.